# Seiko Matsuda 40th Anniversary Bible -bright moment-
『Seiko Matsuda 40th Anniversary Bible -bright moment-』（セイコ・マツダ・フォーティース・アニヴァーサリー・バイブル・ブライト・モーメント）は、松田聖子のベスト・アルバム。2021年2月14日発売。発売元はソニー・ミュージックダイレクト。

## 解説
デビュー40周年記念として企画されたアナログ盤Bibleシリーズの第2弾。完全生産限定盤でアナログ2枚組のベスト・アルバム。今も人気の高い名曲の中から選りすぐりの20曲を最新デジタルリマスタリング音源とアナログ・カッティング技術で収録。
ファンからリクエストの多かった、松田聖子初となるピクチャーレーベル仕様。ディスクジャケットはダブルジャケット仕様。ピンナップ歌詞リーフレット封入。
「花びら」「今夜はソフィストケート」「Private School」「電話でデート」「シェルブールは霧雨」はBibleシリーズ初収録、「あなたに逢いたくて 2004」「櫻の園（rearrange version）」はアナログ盤初収録となる。

## 収録曲

### SIDE A
1. P･R･E･S･E･N･T　（4:40）
  - 作詞：松本隆／作曲：来生たかお／編曲：大村雅朗
2. 花びら　（3:54）　
  - 作詞：三浦徳子／作曲：小田裕一郎／編曲：大村雅朗
3. 制服　（3:33）
  - 作詞：松本隆／作曲：呉田軽穂／編曲：松任谷正隆
4. チェリーブラッサム　（3:20）
  - 作詞：三浦徳子／作曲：財津和夫／編曲：大村雅朗
5. 櫻の園（rearrange version）　（5:26）
  - 作詞：松本隆／作曲：大村雅朗／編曲：槇原敬之

### SIDE B
1. 風は秋色　（4:08）　
  - 作詞：三浦徳子／作曲:小田裕一郎／編曲:信田かずお
2. 一千一秒物語　（4:22）
  - 作詞：松本隆／作曲：大瀧詠一／編曲：多羅尾伴内
3. 瞳はダイアモンド　（4:16）
  - 作詞：松本隆／作曲：呉田軽穂／編曲:松任谷正隆
4. SWEET MEMORIES　（4:35）
  - 作詞：松本隆／作曲・編曲：大村雅朗
5. 今夜はソフィストケート　（4:15）
  - 作詞：松本隆／作曲：Holland Rose／編曲：大村雅朗

### SIDE A
1. 白い恋人　（3:31）
  - 作詞：三浦徳子／作曲：小田裕一郎／編曲：大村雅朗
2. 愛されたいの　（4:23）
  - 作詞：松本隆／作曲：財津和夫／編曲：大村雅朗
3. 真冬の恋人たち　（4:42）　
  - 作詞：松本隆／作曲・編曲：大村雅朗
4. ハートのイアリング　（4:05）
  - 作詞：松本隆／作曲：Holland Rose／編曲：大村雅朗
5. Pearl-White Eve　（4:46）　
  - 作詞：松本隆／作曲：大江千里／編曲：井上鑑

### SIDE B
1. Private School　（4:36）
  - 作詞：松本隆／作曲：林哲司／編曲：井上鑑
2. 電話でデート　（3:31）
  - 作詞：松本隆／作曲：南佳孝／編曲：大村雅朗
3. シェルブールは霧雨　（3:44）
  - 作詞：松本隆／作曲：SEIKO／編曲：大村雅朗
4. あなたに逢いたくて 2004　（5:42）
  - 作詞：松田聖子／作曲：松田聖子,小倉良／編曲：鳥山雄司
5. 瑠璃色の地球　（4:26）
  - 作詞：松本隆／作曲：平井夏美／編曲：武部聡志

## 規格品番
- 完全生産限定盤: MHJL-175/6